# WASP-79
WASP-79 — звезда в созвездии Эридана, официально названная Монтуно (в честь национального танцевального панамского мужского костюма) расположена на расстоянии около 810 световых лет от нас. Вокруг звезды обращается, как минимум, одна планета, которой также присвоено название Поллера (в честь уже женского танцевального костюма).

## Характеристики
WASP-79 представляет собой звезду массой 1,56 солнечной и радиусом 1,64 солнечного. Температура поверхности звезды составляет приблизительно 6600 кельвинов.

## Планетная система
В 2012 году у звезды обнаружена планета WASP-79 b.